# Nomada hummeli
Nomada hummeli là một loài Hymenoptera trong họ Apidae. Loài này được Alfken mô tả khoa học năm 1936.